# Длутув (Лодзинське воєводство)
Длутув (пол. Dłutów) — село в Польщі, у гміні Длутув Паб'яницького повіту Лодзинського воєводства.
Населення — 1106 осіб (2011).
У 1975-1998 роках село належало до Пйотрковського воєводства.

## Демографія
Демографічна структура станом на 31 березня 2011 року:
|          | Загалом | Допрацездатний вік | Працездатний вік | Постпрацездатний вік |
| -------- | ------- | ------------------ | ---------------- | -------------------- |
| Чоловіки | 539     | 95                 | 383              | 61                   |
| Жінки    | 567     | 93                 | 341              | 133                  |
| Разом    | 1106    | 188                | 724              | 194                  |